# Goila
Goila – wieś w Rumunii, w okręgu Bihor, w gminie Căbești. W 2011 roku liczyła 176 mieszkańców.